# Soave-Redlich-Kwong-Zustandsgleichung
Die Soave-Redlich-Kwong-Zustandsgleichung ist eine Zustandsgleichung für reale Gase und eine Weiterentwicklung der Redlich-Kwong-Zustandsgleichung.

## Zustandsgleichung
Die Zustandsgleichung von Soave-Redlich-Kwong lautet
{\displaystyle p={\frac {RT}{V_{\mathrm {m} }-b}}-{\frac {a\alpha }{V_{\mathrm {m} }\left(V_{\mathrm {m} }+b\right)}}}
{\displaystyle a={\frac {0{,}42748\cdot R^{2}T_{\mathrm {c} }^{2}}{p_{\mathrm {c} }}}}
{\displaystyle b={\frac {0{,}08664\cdot RT_{\mathrm {c} }}{p_{\mathrm {c} }}}}
Die einzelnen Formelzeichen stehen für folgende Größen:
- {\displaystyle V_{m}} – molares Volumen
- {\displaystyle T} – Temperatur
- {\displaystyle T_{c}} – kritische Temperatur
- {\displaystyle p} – Druck
- {\displaystyle p_{c}} – kritischer Druck
- {\displaystyle R} – universelle Gaskonstante
- {\displaystyle a} – Kohäsionsdruck
- {\displaystyle b} – Kovolumen

Mit dieser Gleichung wurde 1972 im Vergleich zur Van-der-Waals-Gleichung eine wesentliche Verbesserung erreicht, indem ein zusätzlicher Korrespondenzparameter eingeführt wird und damit Feinheiten im Molekülaufbau, etwa eine Abweichung von der Kugelform, berücksichtigt werden. Dazu ersetzte Giorgio Soave den Term {\displaystyle {\frac {a}{\sqrt {T}}}} der Redlich-Kwong-Gleichung durch die Funktion {\displaystyle \alpha (T_{r},\omega )}:
{\displaystyle \alpha =\left(1+\left(0{,}48+1{,}574\,\omega -0{,}176\,\omega ^{2}\right)\left(1-{\sqrt {T_{\mathrm {r} }}}\right)\right)^{2}}
- {\displaystyle T_{r}} – reduzierte Temperatur
- {\displaystyle \omega } – azentrischer Faktor

Eine Präzisierung der {\displaystyle \alpha }-Funktion lautet
{\displaystyle \alpha =\left(1+\left(0{,}48508+1{,}55171\,\omega -0{,}15613\,\omega ^{2}\right)\left(1-{\sqrt {T_{\mathrm {r} }}}\right)\right)^{2}}
Für Wasserstoff gilt auch 
{\displaystyle \alpha =1{,}202\exp \left(-0{,}30288\,T_{\mathrm {r} }\right)}

## Dimensionslose Form
Mit dem Kompressibilitätsfaktor {\displaystyle Z={\frac {pV_{\mathrm {m} }}{RT}}} und den dimensionslosen Parametern {\displaystyle A={\frac {ap}{(RT)^{2}}}} und {\displaystyle B={\frac {bp}{RT}}} folgt die Formulierung der Soave-Redlich-Kwong Zustandsgleichung als kubisches Polynom
{\displaystyle 0=Z^{3}-Z^{2}+\left(A-B-B^{2}\right)Z-AB}
das z. B. mit den Cardanischen Formeln analytisch gelöst werden kann.

## Parameter
Aus den Bedingungen am kritischen Punkt
{\displaystyle {\frac {\mathrm {d} p}{\mathrm {d} V_{\mathrm {m} }}}={\frac {\mathrm {d} ^{2}p}{\mathrm {d} V_{\mathrm {m} }^{2}}}=0}
folgen die beiden Parameter der Zustandsgleichung
{\displaystyle a=\Omega _{a}\,{\frac {R^{2}T_{\mathrm {c} }^{2}}{p_{\mathrm {c} }}}\,,\qquad b=\Omega _{b}\,{\frac {RT_{\mathrm {c} }}{p_{\mathrm {c} }}}}
mit den beiden Konstanten
{\displaystyle \Omega _{a}={\frac {1}{9\left({\sqrt[{3}]{2}}-1\right)}}\approx 0{,}4274802}
{\displaystyle \Omega _{b}={\frac {{\sqrt[{3}]{2}}-1}{3}}\approx 0{,}08664035}